# Levan Mčedlidze
Levan Mčedlidze (gruzínsky ლევან მჭედლიძე; anglickou transkripcí Levan Mchedlidze; * 24. března 1990, Tbilisi) je gruzínský fotbalový útočník a reprezentant, který v současnosti působí v klubu Empoli FC. Mimo Gruzii působil v Itálii.

## Klubová kariéra
Mčedlidze hrál v gruzínském klubu FC Dila Gori, odkud odešel do Itálie do Empoli FC. V srpnu 2008 odešel na hostování do Palerma.

## Reprezentační kariéra
Hrál za gruzínské mládežnické reprezentace.
V A-mužstvu Gruzie debutoval 13. 10. 2007 v kvalifikačním utkání v Janově proti Itálii (prohra 0:2).
Poprvé za gruzínské áčko skóroval o čtyři dny později 17. října v kvalifikačním střetnutí v Tbilisiu proti Skotsku, kde vstřelil vítězný gól. Gruzínci vyhráli 2:0.